# Dick Quax

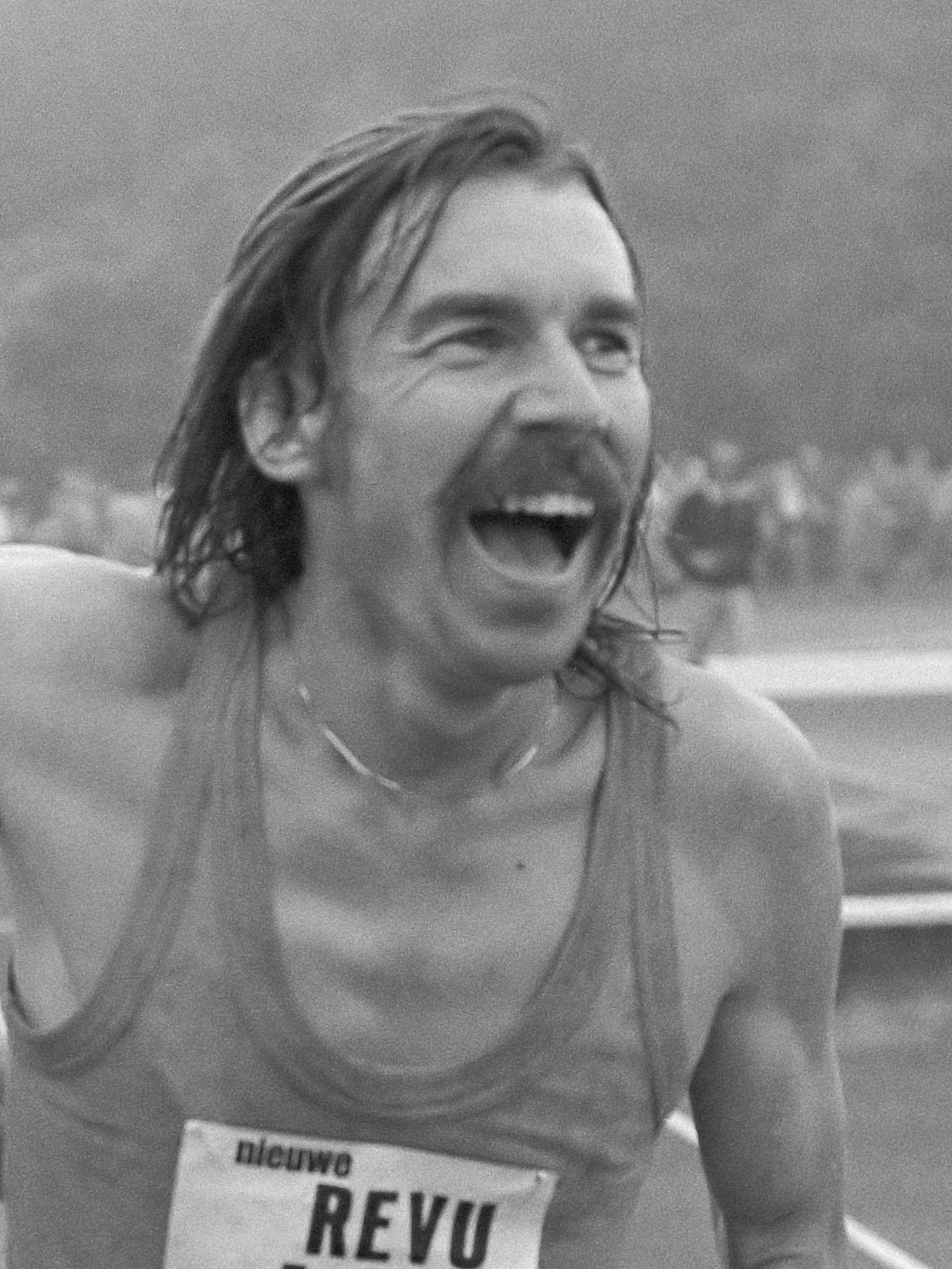
Dick Quax (1977)

Theodorus Jacobus Leonardus „Dick“ Quax (* 1. Januar 1948 in Alkmaar, Niederlande; † 28. Mai 2018 in Auckland) war ein erfolgreicher Leichtathlet aus Neuseeland. In den 1970er Jahren gehörte Quax zusammen mit seinen Landsleuten Rod Dixon und John Walker der Weltklasse auf den Mittel- und Langstrecken an. Bei einer Körpergröße von 1,87 m betrug sein Wettkampfgewicht 73 kg.

## Leben
Quax wanderte mit seiner Familie 1954 nach Neuseeland aus und wuchs in Waikato auf. An der High School in Hamilton spielte er Rugby, begann aber schon früh mit dem Laufen. Als Jugendlicher reiste er nach Auckland, um seine Vorbilder Peter Snell und Murray Halberg laufen zu sehen. Quax eiferte ihnen nach und begann schon früh nach den Methoden von Arthur Lydiard zu trainieren. Als Sechzehnjähriger lief er bereits über 100 Meilen in der Woche.
Seit 1968 wurde Quax von dem Lydiard-Schüler John Davies trainiert, die Zusammenarbeit der beiden setzte sich auch nach der Aktivenzeit von Quax in Projekten zur Vermarktung von Leichtathletik fort.
Bei den British Commonwealth Games 1970 in Edinburgh gewann er im 1500-Meter-Lauf in 3:38,1 min Silber hinter dem Kenianer Kipchoge Keino. Im 5000-Meter-Lauf belegte er den siebten Platz in 13:43,4 min. Bei den Olympischen Spielen 1972 in München konnte er sich im Vorlauf über 5000 Meter nicht für das Finale qualifizieren.
Jahrelang litt Quax an Schienbeinverletzungen, die ihn unter anderem die Teilnahme an den British Commonwealth Games 1974 im heimatlichen Christchurch kosteten. Nach einer Operation im Jahr 1975 konnte er endlich wieder schmerzfrei trainieren. Bei den Olympischen Spielen 1976 in Montreal startete er zuerst im 10.000-Meter-Lauf, konnte sich aber nicht für das Finale qualifizieren. Dagegen erreichte er das Finale über 5000 Meter. In einer dramatischen Spurtentscheidung gewann der Finne Lasse Virén in 13:24,76 min. Quax gewann in 13:25,16 min Silber vor dem Westdeutschen Klaus-Peter Hildenbrand in 13:25,38 min, der sich mit einem Hechtsprung ins Ziel gerade noch vor Rod Dixon (13:25,50 min) platzieren konnte.
Am 5. Juli 1977 konnte Quax bei der Dagens Nyheter Gala in Stockholm mit 13:12,9 min den fünf Jahre alten 5000-Meter-Weltrekord des Belgiers Emiel Puttemans um eine Zehntelsekunde unterbieten. Dixon hatte für das hohe Tempo gesorgt, und im Ziel lag der Deutsche Karl Fleschen eine Sekunde zurück. Ein Jahr später wurde dieser Weltrekord durch den Kenianer Henry Rono unterboten.
Quax belegte bei den Commonwealth Games 1978 in Edmonton den neunten Platz im 10.000-Meter-Lauf. Zum Ende seiner Karriere absolvierte Quax noch einige Marathonläufe. Im September 1980 lief er eine Zeit von 2:10:47 Stunden.
In seinen letzten Jahren war Quax auch in der neuseeländischen Politik aktiv. Er gehörte der rechtsliberalen Partei ACT New Zealand an.

## Bestleistungen
- 1500 Meter: 3:36,7 Minuten (1976)
- 1 Meile: 3:56,2 Minuten (1976)
- 5000 Meter: 13:12,86 Minuten (1977)
- 10.000 Meter: 27:41,95 Minuten (1977)
- Marathon: 2:10:47 Stunden (1980)